# Scapheremaeus taurus
Scapheremaeus taurus är en kvalsterart som beskrevs av Balogh 1970. Scapheremaeus taurus ingår i släktet Scapheremaeus och familjen Cymbaeremaeidae. Inga underarter finns listade i Catalogue of Life.